# Комплексне моделювання активів
Комплексне моделювання активів
(або КМА) — це загальний термін, що використовується в нафтовій промисловості для комп'ютерного моделювання підповерхневих і поверхневих елементів розробки родовища. Історично водосховища завжди були змодельовані окремо від поверхневої мережі і послуг. Для того, щоб відобразити взаємозв'язок між двома або більше автономними моделями, потрібно кілька трудомістких ітерацій. Наприклад, прорив води призводить до зміни у поверхневій мережі, що, в свою чергу, призводить до збурення швидкостей у водосховищі. Для того, щоб пройти цей тривалий процес швидше промисловість повільно дійшла до більш інтегрованого підходу, який включає обмеження, пов'язані з інфраструктурою мережі одразу.

## Базис
Оскільки мета КМА — надати прогноз виробництва, який враховує як фізичні властивості водойми, так й інфраструктури, він повинен містити наступні елементи;
- Мережевий тиск
- Модель підповерхневого насичення
- Модель доступності
- Менеджер обмеження
- Алгоритм оптимізації виробництва

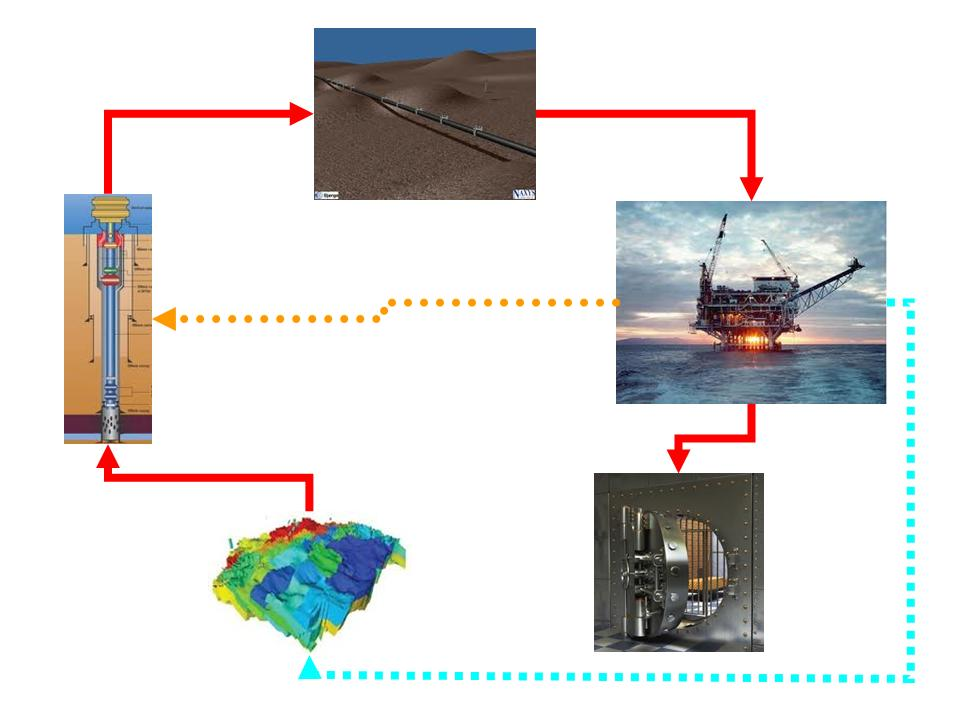
Типові компоненти КМА

Деякі, але не всі моделі також містять компоненту ризику та економіки, для того, щоб КМА могла бути використана для економічної оцінки.

## КМА протиКМВ
Вперше термін комплексне моделювання активів використав British Petroleum (ВР). Історично терміни комплексне моделювання виробництва та комплексне моделювання активів були взаємозамінні. Сучасне використання терміна комплексне моделювання виробництва було придумане, коли Petroleum Experts, Ltd. об'єднали свої MBAL modeling software з GAP і Prosper modeling  для формування комплексної виробничої моделі.

## Переваги КМА
КМА побудований з активу або майбутнього проекту має кілька переваг;
- Швидші рантайми, що дозволяють застосування сценарного аналізу та аналізу методом Монте-Карло
- Розуміння взаємодії між різними компонентами результату

## Складності КМА
По своїй природі КМА вимагає багато-дисциплінарного підходу. Більшість компаній не дуже фрагментовані, щоб це було легко, в результаті цього комплексний підхід має такі недоліки;
- Складніше виявити помилки
- Вимагає постійного спілкування між різними відділами, володіння або невиразні або занадто багато є частиною одного силосу.

Найбільша перешкода для прийняття IAM часто є опір інженерів пласта до будь-якого спрощення геологічного середовища. Цей аргумент іноді діє, а іноді ні, дивись нижче.

## Належне використання КМА[2]
Як і з будь-яким іншим програмним забезпеченням через властиві їм обмеження, будь-яке використання віртуальної моделі КМА єдиновірно доречно на різних етапах життя проекту. Не існує жорстких і швидких правил для цього, оскільки існує безліч програмних пакетів на ринку, які пропонують від дуже точного моделювання дуже вузької сфери до дуже грубого моделювання дуже великої сфери. В даний час визначення КМА містить будь-що від щоденних оптимізацій до управління інвестиційним портфелем. Успіх або невдача в реалізації проекту КМА залежить від вибору інструменту, який складний настільки, як він повинен бути але не більше.
Нижче наведені деякі приклади областей, де КМА-це відповідний інструмент підтримки прийняття рішень
- Вибір концепції
- Ліквідація «вузьких місць» та оптимізація дуже великих або складних інфраструктур
- Життя польового аналізу сценаріїв оптимізації виробництва

Слід зазначити, що для більшості з цих областей точність резервуарного проксі-не важливо, рішення приймається на основі відносних відмінностей показників, а не абсолютних.

## Підхід
В продажі доступні декілька різних пакетів програмного забезпечення і є явна різниця в філософії між деякими з них. 

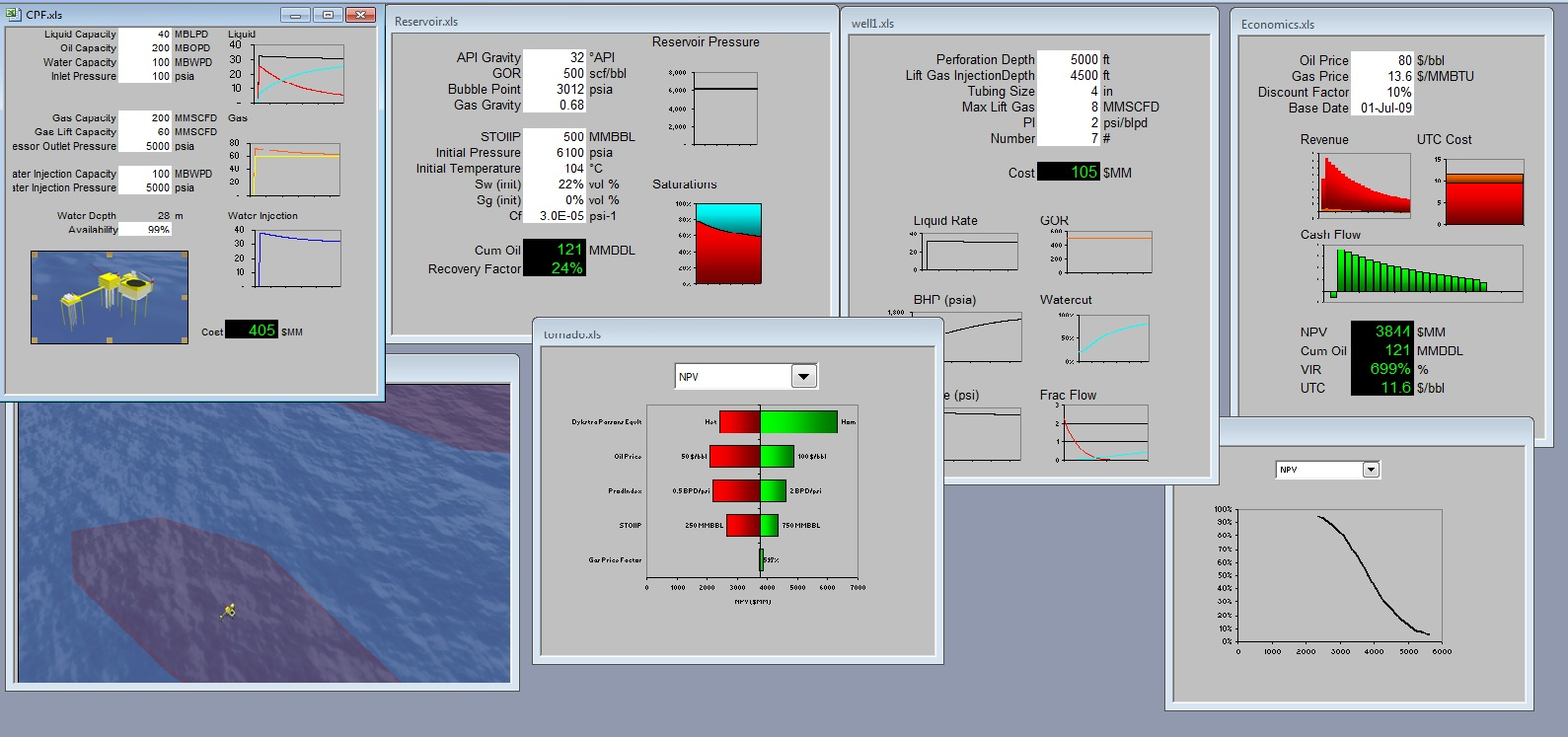
знімок екрану RAVE GUI

### Поєднання Існуючого Програмного Забезпечення
Деякі постачальники надають додаткове програмне забезпечення, яке забезпечує канал зв'язку між різними пакетами. Очевидна перевага такого підходу полягає в тому, що немає ніякої втрати точності й непотрібно переплановувати розрахунки. Однак цей підхід також має свої недоліки — посилення інтеграції компонентів всього пакету вимагає спеціальних знань, які відсутні, зовнішньому користувачу часто доводиться створювати і підтримувати зв'язки між компонентами.

### Спеціальне Програмне Забезпечення
Існує відносно мало пакетів програмного забезпечення на ринку, які дійсно працюють, однак вони можуть запропонувати перевагу в коротших рантаймах і більш низькі пороги експертизи.

### Програмне забезпечення як послуга
Ряд встановлених сервісних компаній тепер пропонують КМА як сервіс. На практиці це означає, що існуючі моделі будуть перетворені фахівцями, щоб сформувати інтегроване рішення. Це рішення є дорогим, але часто кращим варіантом, якщо висока точність не потрібна.

## Порівняння КМА інструментів
| Назва                                                     | Постачальник                                                  | Філософія                                         | Складність застосування    |
| --------------------------------------------------------- | ------------------------------------------------------------- | ------------------------------------------------- | -------------------------- |
| enersight [Архівовано 10 Березня 2017 у Wayback Machine.] | 3esi-Enersight [Архівовано 17 Травня 2017 у Wayback Machine.] | Комплексний Розвиток Активів                      | Низький Помірний           |
| Pipe-It [Архівовано 2 Серпня 2017 у Wayback Machine.]     | Petrostreamz [Архівовано 16 Травня 2017 у Wayback Machine.]   | Інтеграції та оптимізації моделей                 | Низький — Високий          |
| Avocet                                                    | Schlumberger                                                  | Пов'язування існуючих пакетів                     | Низький — Високий          |
| GasAssure                                                 | Stochastic Simulation                                         | Повністю Інтегрований Резервуар для ринку рішення | Низький — Високий          |
| IPM [Архівовано 26 Вересня 2011 у Wayback Machine.]       | Petroleum Experts (PETEX)                                     | Різні пакети пов'язані                            | Низький — Високий          |
| ReO                                                       | Weatherford                                                   | ІПМ з можливістю зробити життя області            | Низький Помірний           |
| RAVE                                                      | Ingen                                                         | Замовлення                                        | Низький — Середній/Високий |
| PetroVR [Архівовано 27 Січня 2019 у Wayback Machine.]     | Caesar Systems                                                | Впевнено Розганятися                              | Низький — Високий          |
| FUTURE [Архівовано 12 Серпня 2015 у Wayback Machine.]     | Serafim Ltd                                                   | Спрощення великих і складних мережах              | Низький — Високий          |
| Maximus [Архівовано 15 Серпня 2016 у Wayback Machine.]    | KBC Advanced Technologies                                     | Об'єкти, орієнтовані на інструмент КМА            | Низький — Високий          |